# Julie Staver
Julia Ann Staver dite Julie Staver, née le 4 avril 1952 à Hershey (Pennsylvanie), est une joueuse de hockey sur gazon américaine.

## Carrière
Julie Staver fait partie de l'équipe des États-Unis de hockey sur gazon féminin médaillée de bronze aux Jeux olympiques de 1984 à Los Angeles.